# Emanuele Dabbono
Emanuele Dabbono (Genova, 15 gennaio 1977) è un cantautore italiano, noto per la partecipazione alla prima edizione di X Factor e per essere autore di alcuni brani per Tiziano Ferro.

## Biografia
Emanuele Dabbono muove a Campomorone, in provincia di Genova, i suoi primi passi, suonando chitarra e basso in formazioni locali come i Kismet, con i quali apre esibizioni di Yo Yo Mundi, Aleandro Baldi e Gatto Panceri. Nel 1997 vince il premio della critica come miglior canzone originale e si classifica terzo al Festival di Castrocaro, condotto da Paolo Limiti su Rai 1, con il brano Ciao Bambino. Nel 1998 vince a La Spezia il concorso Voci giovani con la canzone Piano. Il brano Piano viene poi pubblicato come singolo da Universal nel settembre 2000.
Nel 2002 apre i concerti dei Nomadi. Tre anni dopo si esibisce a Top of the pops su Italia 1 e vince il Cornetto Free Music Festival con il brano Scritto sulla pelle e suona in piazza Duomo a Milano su MTV, aprendo il festival con Avril Lavigne, The Black Eyed Peas, John Legend, Francesco Renga.
A giugno 2005 suona al Festival di Mantova con Gino Paoli, Elio e le Storie Tese, Teresa De Sio, Eugenio Finardi, Roy Paci, Modena City Ramblers e Mauro Pagani partecipando all'omonimo cd per Edel Italia.
Nell'estate 2006 esce Scritto sulla pelle prodotto dai Planet Funk, trasmesso dai network radiofonici italiani per Universo (Warner).
Nel 2008 partecipa alla prima edizione di X Factor, nella squadra capitanata da Simona Ventura, classificandosi al terzo posto e cantando in finale il proprio brano Ci troveranno qui. Nel corso della trasmissione duetta con i Pooh e Massimo Ranieri. Nel giugno dello stesso anno è nella X Factor compilation 2008 (Sony) con una cover di Con Il nastro rosa di Lucio Battisti. Nel giugno dello stesso anno si sposa a Varazze.
Il 15 luglio 2008, affiancato dalla propria band, i Terrarossa, pubblica il suo primo lavoro discografico dal titolo Ci troveranno qui co-prodotto da Alessandro Finaz della Bandabardò. Nell'estate porta in tour nella piazze italiane il proprio lavoro.
Il 5 giugno del 2010 esce il nuovo singolo intitolato Pacifico.
A settembre 2010 pubblica il suo primo libro dal titolo Genova di spalle (edizioni Albatros) e inizia a insegnare composizione all'Accademia della Musica di Genova.
Nel gennaio 2011, suona, arrangia e produce Forza Diego corri, singolo di Nadia Ghigliotto a sostegno della ricerca sull'atrofia muscolare spinale. Per questo brano, il 24 luglio, riceve a Trani il premio Il giullare 2011 - Teatro contro ogni barriera e si esibisce al fianco di Tricarico in una iniziativa benefica condotta da Giorgia Wurth.
Il 26 aprile 2011 si esibisce a Roma nello spettacolo “Per dignità e non per odio” a fianco di Paola Turci, Frankie hi-nrg mc, Luca Madonia, Stefano Di Battista, Peppe Voltarelli, Fausto Mesolella e proprio un verso della celebre epigrafe di Piero Calamandrei interpretata da Dabbono da’ il titolo all’evento.
Il 12 novembre dello stesso anno esce (inizialmente in formato digitale e il 20 marzo del 2012 anche in formato fisico) Trecentoventi, il secondo album di Emanuele Dabbono & Terrarossa. A febbraio 2012 firma per Halidon e registra il videoclip di Ho ucciso Caino al carcere di San Gimignano.
Il 28 aprile pubblica con lo pseudonimo Clark Kent Phone Booth il suo primo album in inglese (Vonnegut, Andromeda & the tube heart geography), per il mercato estero, su etichetta LMEuropean Music. Il 12 maggio esce il secondo album in inglese (acustico e nel quale Dabbono suona i vari strumenti) Songs for Claudia. Con questo progetto si esibisce al Pistoia Blues Festival e al Sarzana Acoustic Guitar Meeting. Nell'estate 2012 divide il palco del Festival Music di Vada con Dolcenera, Alexia e Valerio Scanu.
Il 18 dicembre esce per Edel la compilation L'Italia cantata dai cantautori che raccoglie una selezione di brani di cantautori degli ultimi 30 anni, e che lo vede presente con il suo brano Scritto sulla pelle con Bennato, Finardi, Fortis, Branduardi, Tazenda, De Crescenzo.
Ad ottobre 2013 pubblica il suo secondo libro, Musica per lottatori, una raccolta di poesie, sempre per Albatros.
Nel gennaio 2014, con il progetto Clark Kent Phone Booth fa il suo esordio dal vivo negli Stati Uniti d'America con una mini tournée di 9 concerti toccando 5 stati fra il 9 e il 18 gennaio 2014.
Il 10 giugno 2014 esordisce come autore e scrive con Tiziano Ferro Non aver paura mai, contenuta nell'album Sony di Michele Bravi A passi piccoli, prodotto da Michele Canova. Il 25 novembre 2014 esce (per la EMI) la prima raccolta di Tiziano Ferro, TZN - The Best of Tiziano Ferro (8 volte disco di platino) contenente anche l'inedito Incanto scritto in collaborazione con Dabbono. Incanto viene tradotta anche in lingua spagnola col titolo di Encanto e pubblicata in featuring con Pablo López da Universal Music Spain.
Il 6 novembre 2015 pubblica il terzo album con i Terrarossa: La velocità del buio, per Edel Music.
Il 7 agosto 2016 riceve il Castrum d'Argento, premio varazzino, mentre il 31 dello stesso mese, con i Terrarossa, divide il palco con Paola Turci presso l'Abbazia di San Galgano.
Il 19 novembre 2016 è tra gli ospiti del BookCity Milano e per l’occasione presenta il suo metodo di scrittura creativa.
Il 2 dicembre 2016 esce l'album Il mestiere della vita di Tiziano Ferro, in cui Dabbono partecipa come co-autore di 3 canzoni: Valore assoluto, Il conforto (in duetto con Carmen Consoli e secondo singolo estratto dall'album) e Lento/veloce. Nel gennaio 2019, il brano Il conforto è certificato triplo disco di platino per le oltre 150 000 copie vendute. Lento/Veloce, brano scelto anche come colonna sonora dello spot Cornetto Algida, il 15 gennaio 2018 è certificato doppio disco di platino. Valore assoluto è disco di platino il 5 agosto 2019. Il 16 novembre 2018 il brano Il conforto, viene re-interpretato da Giorgia e incluso nell'album Pop Heart (Sony Music) in featuring con Tiziano Ferro.
Nel luglio 2017 è ospite con Simone Cristicchi del Premio Valentina Giovagnini e, nella stessa estate, è con Ermal Meta all'Unplugged di Imperia e apre un concerto di Edoardo Bennato a Siena.
L'8 settembre 2017 Tiziano Ferro pubblica il suo nuovo singolo Valore assoluto, scritto in collaborazione con Dabbono. Il singolo è disco d'oro e appare in una nuova versione in featuring con la cantante Levante nel repack dell'album "Il mestiere della vita urban vs acoustic" pubblicato il 10 novembre 2017.
Il 27 ottobre 2017 esce il quarto album di Dabbono, Totem, con la collaborazione, tra gli altri, di Paolo Bonfanti, Marco Cravero, Carlo Aonzo e il comico Andrea Di Marco alla tromba.
Il 3 febbraio 2018 riceve ad Albenga il Riconoscimento Ligure Illustre dell'anno.
A marzo 2018 gira il videoclip di Parole al vento (secondo estratto dall'album Totem) in Bretagna, da Brest lungo la via dei fari fino a Mont Saint Michel in Normandia.
Il 21 aprile tiene un concerto alla sala La Claque di Genova con una band di otto musicisti e registra la serata per la pubblicazione del suo primo album dal vivo. Anticipato dal videoclip di Ci troveranno qui, esce il 5 novembre 2018 l'album live Leonesse con OrangeHomeRecords.
Ospite d'onore al Varigotti Festival il 27 luglio 2018, riceve il premio Un autore per la musica italiana.
L’11 gennaio 2019 Dabbono e’ invitato a tenere una lezione di scrittura creativa nel corso di Master in comunicazione Musicale all’Università Cattolica del Sacro Cuore di Milano.
Durante la giornata della memoria è ospite dello spettacolo teatrale Ragazze coraggio di Gian Piero Alloisio.
Il 31 marzo 2019 è invitato a tenere un concerto a Sanremo al Club Tenco sede del Premio Tenco.
Il 31 maggio 2019 Tiziano Ferro pubblica il singolo Buona (cattiva) sorte scritto con Emanuele Dabbono e Giordana Angi. Ad agosto 2019 il singolo ottiene il disco d'oro. Il 22 novembre 2019 esce Accetto miracoli, l'album di Tiziano Ferro prodotto da Timbaland in cui Dabbono è presente col singolo Buona (cattiva) sorte e con Come farebbe un uomo.
Il 4 maggio 2020 Dabbono ripubblica l'EP d'esordio Ci troveranno qui in una deluxe Edition contenente 22 brani di cui 16 inediti del periodo 2000-2008.
A novembre 2020 , Emanuele Dabbono è tra i protagonisti della Milano Music Week con un concerto in streaming, in cartellone con Francesco Gabbani, Negramaro, Fabrizio Moro, Malika Ayane, Max Pezzali, Noemi, Arisa.
A fine 2020 Emanuele è protagonista di un capitolo - intervista del libro “Chiamo dopo” di Giacomo Baldelli edito da Arcana Edizioni.
Il 30 settembre 2022 segna il ritorno discografico per Emanuele Dabbono con il singolo Cerezo, prodotto da Tiziano Ferro per la TZN e distribuito da Universal. Dabbono canta il brano allo Stadio Ferraris di Genova il 17 ottobre prima della partita di calcio di serie A Sampdoria - Roma. Il 21 ottobre 2022 pubblica il doppio album Buona Strada su etichetta Virgin (Universal), prodotto da Tiziano Ferro, e contenente 16 nuovi brani fra i quali il singolo Cerezo. Dabbono viene invitato a cantare Cerezo al Palasport di Campo Ligure prima della partita di serie A2 della Sampdoria Futsal calcio a 5 contro il Leonardo e per l'occasione riceve un premio per il valore sociale e comunicativo del brano.
L'11 novembre 2022 esce per Universal l'album certificato platino di Tiziano Ferro Il mondo è nostro in cui Dabbono è presente nel brano Mi Rimani tu, scritto a quattro mani con il cantautore di Latina. Il brano viene tradotto in Pero quedas tu per il mercato in lingua spagnola a marzo 2023 nel disco El mundo es nuestro di Tiziano Ferro.
AllMusic Italia inserisce la canzone Cerezo come trentesima migliore dell'anno 2022.
Il 16 aprile Dabbono è protagonista di un concerto a Parigi insieme a Gian Piero Alloisio per il Festival della musica italiana nella capitale francese, data zero dello spettacolo Chi eravamo non ce lo potranno mai rubare in tournée poi nei teatri italiani
A luglio è ospite insieme a Pierdavide Carone del Festival Internazionale di Loano, mentre ad agosto a Viareggio al Festival Gaber esegue il brano Il Grido di Giorgio Gaber.
Nell'ottobre 2023 è per l’ottava volta tutor dei finalisti del concorso nazionale per autori di canzoni Genova per voi che mette in palio un contratto con Universal Music.
Il 15 dicembre è in giuria al Premio Nazionale per la canzone d’autore emergente assieme a Cristiano Godano dei Marlene Kuntz.
Il 18 ottobre 2024 Dabbono è fra gli autori di Il filo rosso di Alfa pubblicato da Artist First , con il quale il 18 novembre conquista il disco d'oro per le 50.000 copie.
A novembre esce in tutta Italia il suo romanzo dal titolo “Gli spaesati”, pubblicato Pathos Edizioni 
A dicembre 2024 “Il filo rosso” esce anche come singolo in versione live al Forum di Milano conquistando il disco di platino  e nella prima settimana del 2025 la posizione numero 1 nella classifica ufficiale dei singoli più venduti in Italia 
A febbraio 2025 esce “L’inverno nelle scarpe” (colonna sonora del film “L’ombra del gigante” di Alberto Bellavia), scritta e interpretata da Marco Francia e Emanuele Dabbono  

## Discografia

### Emanuele Dabbono

#### Singoli
- 2006 – Scritto sulla pelle (Universo/Warner)
- 2008 - Ci troveranno qui (Iperspazio/Edel)
- 2010 - Pacifico (Horus Music)
- 2015 - Piccoli passi (Edel)
- 2022 - Cerezo (TZN/Universal)

#### Album
- 2017 – Totem (Artist First/Sugar)
- 2018 – Leonesse (Orange Home Records)
- 2022 - Buona Strada (Universal/Virgin Records)

### Emanuele Dabbono & Terrarossa
- 2008 – Ci troveranno qui (Edel Music)
- 2012 – Trecentoventi (Halidon)
- 2015 – La velocità del buio (Edel)

### Progetto "Clark Kent Phone Booth"
- 2012 – Vonnegut, Andromeda & the Tube Heart Geography (LMEuropean)
- 2012 – Songs for Claudia (LMEuropean)

### Autore pubblicato
- 2014 – Non aver paura mai con Tiziano Ferro, nell'album di Michele Bravi A passi piccoli (Sony)
- 2015 – Incanto con Tiziano Ferro, nell'album di Tiziano Ferro TZN - The Best of Tiziano Ferro (Capitol)
- 2016 – Il conforto, Lento/Veloce e Valore assoluto con Tiziano Ferro, nell'album di Tiziano Ferro Il mestiere della vita (Universal)
- 2017 - El consuelo, Valor Absoludo, Lento/veloz nell’album El oficio de la vida (Universal Music Spain)
- 2017 - A ti te cuido yo feat. Da Soul nell’album Lento/Veloce remixes (Universal Music Spain)
- 2017 - Valore Assoluto feat. Levante nell’album Il mestiere della vita - urban vs acoustic Universal
- 2018 - Il Conforto feat. Giorgia nell’album Pop heart Sony Music
- 2019 – Come farebbe un uomo con Tiziano Ferro e Buona (cattiva) sorte con Giordana Angi e Tiziano Ferro, nell'album di Tiziano Ferro Accetto miracoli (Virgin)
- 2020 - Come farebbe un uomo e Buona (cattiva) sorte nell’album L’esperienza degli altri Virgin
- 2020 - Buena (mala) suerte nell’album Acepto Milagros (Universal Music Spain)
- 2022 - Mi rimani tu con Tiziano Ferro, nell'album di Tiziano Ferro Il mondo è nostro (Virgin)
- 2023 - Pero quedas tu nell’album El mundo es nuestro (Universal Music Spain)
- 2024 - Il filo rosso con Alfa nell'album ''Non so chi ha creato il mondo, ma so che era innamorato'' Artist First.
- 2024 - “Il filo rosso - live” singolo con Alfa per Artist First
- 2025 - "Nuotare con te" nell'album "Caruggi" de I Trilli
- 2025 - Il filo rosso nell'album Non so chi ha creato il mondo ma so che era innamorato (deluxe edition) Artist First.

### Videografia
- 2006 - Scritto sulla pelle
- 2010 - Pacifico
- 2011 - Io rimango mio
- 2012 - Ho ucciso Caino
- 2015 - Certe piccole luci
- 2015 - Piccoli passi
- 2016 - Alla fine
- 2016 - Le cose che sbaglio
- 2017 - E tu non ti ricordi
- 2018 - Parole al vento
- 2018 - Ci troveranno qui
- 2022 - Cerezo
- 2022 - Il rumore del tempo
- 2023 - F A M E

## Opere
- Genova di spalle, Albatros, 2010
- Musica per lottatori, Albatros, 2013
- Gli spaesati, Pathos Edizioni, 2024